# Trường Cao đẳng nghề LILAMA-2
Trường Cao đẳng Công nghệ Quốc tế LILAMA-2 là trường công lập thuộc Bộ Xây dựng, được thành lập theo quyết định số 264/BXD-TCCB ngày 07.04.1986 của Bộ trưởng Bộ Xây dựng, trực thuộc Liên hiệp các Xí nghiệp Lắp máy.

## Lịch sử
- Năm 1986 Trường CNKT Lắp máy Long Thành được thành lập theo quyết định số 264/BXD-TCCB ngày 07.04.1986 của Bộ trưởng Bộ Xây dựng, trực thuộc Liên hiệp các Xí nghiệp Lắp máy.
- Năm 2004 Trường được chuyển thành Trường Kỹ thuật và Công nghệ LILAMA-2.  - Năm 2004 trở thành thành viên chính thức của Hội đồng nghề Vương Quốc Anh - City & Guilds.
- Năm 2007 được Bộ LĐTBXH nâng cấp thành Trường Cao đẳng nghề LILAMA2.
- Năm 2008 được công nhận là thành viên của Hiệp Hội Hàn Hoa Kỳ (AWS: American Welding Society).
- Năm 2008 được Hội đồng nghề Vương Quốc Anh - City & Guilds cho phép thành lập Trung tâm đào tạo và cấp chứng chỉ Sư phạm nghề Quốc tế đầu tiên tại Việt Nam.
- Năm 2009 được công nhận là Trung tâm đào tạo đánh giá và cấp chứng chỉ thợ hàn quốc tế (ATF) của Hiệp hội Hàn Hoa Kỳ - AWS.
- Năm 2010 Bộ Xây dựng ban hành Quyết định số 1057/QĐ-BXD ngày 03/12/2010 chuyển Trường Cao đẳng nghề LILAMA-2 về trực thuộc Bộ Xây dựng.
- Năm 2013 hợp tác với Công ty Bosch – Đức đào tạo theo mô hình kép (Dual System).  - Năm 2014 là thành viên của Hiệp hội Đào tạo nghề Châu Âu – EVBB (European Association of Institutes of Vocational Training).
- Năm 2015 được Thủ tướng cho phép đào tạo thí điểm kỹ sư thực hành level 6 khung 8 bậc của UNESCO – ISCED 2011.
- Năm 2016 Được Chính phủ ban hành Quyết định số 539/QĐ-TTg ngày 04/04/2016 cho phép thí điểm đổi mới cơ chế hoạt động theo cơ chế tự chủ.
- Năm 2017 được Bộ LĐTBXH đổi tên thành Trường Cao đẳng Công nghệ Quốc tế LILAMA-2.

## Đào tạo
- Kỹ sư thực hành:  Hàn  - Điện tử công nghiệp  - Chế tạo thiết bị cơ khí - Kỹ thuật lắp đặt đài trạm viễn thông
- Cao đẳng quốc tế:  Hàn  - Kỹ thuật lắp đặt điện và tự động hóa trong công nghiệp  - Điện công nghiệp  - Điện tử công nghiệp  - Cắt gọt kim loại  - Chế tạo thiết bị cơ khí - Lắp đặt thiết bị cơ khí - Cơ điện tử
- Cao đẳng: Robot công nghiệp - Tự động hoá -  Hàn  - Kỹ thuật lắp đặt điện và điều khiển trong công nghiệp  - Điện công nghiệp  - Điện tử công nghiệp  - Điện tử viễn thông  - Cắt gọt kim loại  - Chế tạo thiết bị cơ khí  - Lắp đặt thiết bị cơ khí  - Kỹ thuật lắp đặt ống công nghệ  - Cơ điện tử  - Kế toán doanh nghiệp  - Kỹ thuật lắp ráp, sửa chữa máy tính - Vẽ và thiết kế trên máy tính
- Trung cấp: Hàn  - Kỹ thuật lắp đặt điện và điều khiển trong công nghiệp  - Điện công nghiệp  - Điện tử công nghiệp  - Điện tử viễn thông  - Cắt gọt kim loại  - Chế tạo thiết bị cơ khí  - Lắp đặt thiết bị cơ khí  - Kỹ thuật lắp đặt ống công nghệ  - Cơ điện tử  - Kế toán doanh nghiệp  - Kỹ thuật lắp ráp, sửa chữa máy tính - Bảo trì thiết bị cơ điện - Công nghệ ô tô - Vận hành cần trục, cầu trục.